# Унгуреній-Міч
Унгуреній-Міч (рум. Ungurenii Mici) — село у повіті Долж в Румунії. Входить до складу комуни Герчешть.
Село розташоване на відстані 173 км на захід від Бухареста, 12 км на північний схід від Крайови.

## Населення
За даними перепису населення 2002 року у селі проживали 60 осіб, усі — румуни. Усі жителі села рідною мовою назвали румунську.